# 小イーリアス
『小イーリアス』（しょうイーリアス、ギリシア語：, Ilias mikra, ラテン語：lias parva）は、古代ギリシアの叙事詩で、トロイア戦争を描いた叙事詩環の1つ。『小イリアス』とも表記される。話の年代順にいうと『アイティオピス』の直後の話になる。作者については、ピュラーのレスケース、スパルタのキナイトーン（Cinaethon of Sparta）、エリュトライのディオドロス、ポカイアのテストリデス（Thestorides of Phocaea）、それにホメーロスとさまざまな名前が挙がっている。全部で4巻から成り、ダクテュロス・ヘクサメトロス（長短短六歩格）で書かれている。しかし、わずかに断片が残っているだけである。

## 創作年代
『小イーリアス』は紀元前7世紀の後半に作られたと言われるが、確かではない。古代の文献はレスケースを紀元前7世紀の人としているが、それも確かな情報ではない。

## テキスト
『小イーリアス』のオリジナルのテキストは30行ほどが残っているだけである。内容については、プロクロスの『文学便覧』（Chrestomathy）の書いた「叙事詩の環」の散文のあらすじに頼るしかない状況である。

## 内容
『アイティオピス』の話の続きである。
- 死んだアキレウスの武具を賭けた、大アイアースとオデュッセウスの競技が行われる。アテーナーの助けで、勝者に輝いたのはオデュッセウスだった。
- 大アイアースは狂気に陥り、仲間のギリシア人たちを攻撃するが、我に返って、自殺する。
- 大アイアースは英雄として積みまきで焼かれることなく、棺に入れられ埋葬される。アガメムノーンの怒りを買ったからである。
- オデュッセウスはトロイアの予言者ヘレノスを待ち伏せて捕らえる。ヘレノスはパラディオン（パラス・アテーナーの木像）がある間、トロイアは陥落しないと予言する。
- その予言に従って、オデュッセウスとディオメーデースは、マカーオーンに傷を治癒されたピロクテーテースを迎えにレームノス島に行く。
- 戦列に復帰したピロクテーテースはパリスを一騎討ちの末に殺す。
- パリスの死後、その妻ヘレネーはパリスの兄弟のデーイポボスと結婚する。
- オデュッセウスはアキレウスの息子ネオプトレモスを連れてきて、アキレウスの武具を与える。アキレウスの幽霊が現れる。
- トロイアに味方するエウリュピュロスが戦場で優位に立つが、ネオプトレモスに殺される。
- オデュッセウスは物乞いに変装してトロイアに潜入する。ヘレネーに気付かれるが、ヘレネーは黙っている。
- オデュッセウスはパラディオンを盗み無事帰還する。途中、多くのトロイア人を殺害する。
- 女神アテーナーの指導で、ギリシア軍兵士エペイオスは木馬を建造する。
- 木馬の中に優秀な戦士たちを残し、ギリシア軍は野営を焼き、近くのテネドス島まで撤退する。
- トロイア軍はギリシア人が帰国したものと信じ、城門の一部を壊して、木馬を市中に入れ、勝利を祝い合う。

話はそこまでで、『イーリオスの陥落』に続くのが、断片の中には以下のエピソードも描かれている。
- ネオプトレモスがヘクトールの子で赤ん坊のアステュアナクスを塔から投げ捨てて殺害し、ヘクトールの妻アンドロマケーを捕虜にする。

## 評価
アリストテレースは『詩学』の中で『小イーリアス』を批判している。（叙事詩環を参照）